# Branchiplicatinae
Los branquiplicatineos (Branchiplicatinae) son una de las subfamilias de anélidos poliquetos perteneciente a la familia Polynoidae. Comprende un solo género Branchiplicatus Pettibone, 1976  que también es monotípico con una única especie: Branchiplicatus cupreus que es originaria del oeste de México en el Océano Pacífico.